# Jeong Jong-won
Jeong Jong-won (* 29. Januar 1992 in der Provinz Gangwon-do) ist ein südkoreanischer Skilangläufer.

## Werdegang
Jeong startete im Februar 2009 in Pyeongchang erstmals im Far-East-Cup und errang dabei den 18. Platz über 10 km klassisch und den 16. Platz über 15 km Freistil. Bei der Winter-Universiade 2011 in Erzurum belegte er den 58. Platz im Sprint, den 53. Rang über 10 km klassisch und den 34. Platz im 30-km-Massenstartrennen. In der Saison 2012/13 gab er in Kuusamo sein Debüt im Weltcup, welches er auf dem 118. Platz im Sprint beendete und lief bei den U23-Weltmeisterschaften 2013 in Liberec auf den 81. Platz über 15 km Freistil, auf den 72. Rang im Sprint sowie auf den 68. Platz im Skiathlon. Seine besten Platzierungen bei der Winter-Universiade 2013 in Lago di Tesero waren der 77. Platz über 10 km Freistil und der 17. Rang mit der Staffel.
In der Saison 2019/20 wurde Jeong südkoreanischer Meister über 10 km klassisch und erreichte mit zwei dritten Plätzen seine ersten Podestplatzierungen im Far-East-Cup. Er erreichte damit den vierten Platz in der Gesamtwertung. Auch in der folgenden Saison siegte er bei den südkoreanischen Meisterschaften über 10 km klassisch und belegte bei den Nordischen Skiweltmeisterschaften 2021 in Oberstdorf den 89. Platz im Sprint, den 83. Rang über 15 km Freistil sowie den 63. Platz im Skiathlon. Zudem errang er dort zusammen mit Kim Eun-ho den 23. Platz im Teamsprint. In der Gesamtwertung des Far-East-Cups wurde er in der Saison 2020/21 Fünfter. In der Saison 2021/22 holte er in Pyeongchang über 10 km Freistil seinen ersten Sieg im Far-East-Cup und erreichte damit den dritten Platz in der Gesamtwertung. Beim Saisonhöhepunkt, Olympischen Winterspielen 2022 in Peking, belegte er den 82. Platz über 15 km klassisch, den 81. Rang im Sprint und den 66. Platz im Skiathlon. Außerdem kam er dort zusammen mit Kim Min-woo auf den 25. Platz im Teamsprint.

## Siege bei Continental-Cup-Rennen
| Nr. | Datum           | Ort         | Disziplin      | Serie        |
| --- | --------------- | ----------- | -------------- | ------------ |
| 1.  | 19. Januar 2022 | Pyeongchang | 10 km Freistil | Far-East-Cup |

## Teilnahmen an Weltmeisterschaften und Olympischen Winterspielen

### Olympische Spiele
- 2022 Peking: 25. Platz Teamsprint klassisch, 66. Platz 30 km Skiathlon, 81. Platz Sprint Freistil, 82. Platz 15 km klassisch

### Nordische Skiweltmeisterschaften
- 2021 Oberstdorf: 23. Platz Teamsprint Freistil, 63. Platz 30 km Skiathlon, 83. Platz 15 km Freistil, 89. Platz Sprint klassisch